# Oberto Catena
Oberto Catena (Asti, ... – 1244) è stato un vescovo cattolico italiano, titolare della sede di Asti dal 1237 al 1244.
.

## Biografia
Oberto Catena proveniva da una delle più antiche e nobili famiglie astigiane. Già canonico della Chiesa di Asti, il primo documento che lo nomina come vescovo di Asti è del 2 marzo 1237.
Moltissimi sono i documenti che lo riguardano, raccolti nel Libro verde della Chiesa di Asti. In questi documenti è evidente come il vescovo si preoccupò subito di ampliare la diocesi e di tornare in possesso di molti possedimenti ceduti dai suoi predecessori.
Nel 1237, Oberto investì la famiglia Antignano dell'omonimo feudo oltre alle località di Castiglione e Cassiano.
L'ultimo documento è del 21 marzo 1240, riferito ad una scomunica verso Bressano e i Mondoviti per la violazione dei diritti della Chiesa di Asti.
Nel 1241, recandosi ad un concilio a Roma indetto da Gregorio IX, venne fatto prigioniero da Federico II nella battaglia dell'Isola del Giglio.